# 玉山東峰
玉山東峰（ぎょくざんとうほう）は台湾にある山で、玉山の東方に位置し、南投県信義郷と高雄市桃源区の境にあり標高3,869m。玉山群峰の一峰で、「東峰」とも呼ばれる。日本統治時代には東山、新高東山（にいたかとうざん）、台東新高、蕃薯寮新高と呼ばれた。

## 概要
玉山東峰の山勢は、長きにわたる風化浸食作用により、峻険な山容を見せている。台湾の登山家である邢天正は「天壘峰」と称した。台湾百岳では、「十峻」なので、首位に名を列している。